# (14155) Cibronen
(14155) Cibronen (1998 SK122) – planetoida z grupy pasa głównego asteroid okrążająca Słońce w ciągu 3,41 lat w średniej odległości 2,27 j.a. Odkryta 26 września 1998 roku.